# Skedsnäppa
Skedsnäppa (Calidris pygmaea) är en liten akut hotad asiatisk vadarfågel i familjen snäppor med en unikt skedformad näbb.

## Utseende
Skedsnäppan är en liten vadare, 14–16 centimeter lång, med en skedformad näbb. I häckningsdräkt har den rödbrunt huvud, hals och bröst med mörka bruna streck. Ovansidan är svartaktig med beige och blekt rostfärgad fjällning. Utanför häckningstid är den adulta fågeln vit under och blekt brungrå ovan med vit fjällning på vingtäckarna. De dräktsmässigt lika rödhalsade snäppan (C. ruficollis) och småsnäppan (C. minuta) saknar den skedformade näbben, har mindre vitt på pannan, verkar ha mindre huvud och har ett smalare ögonbrynsstreck. Flyktlätet återges i engelsk litteratur som dämpade, rullande "preep" eller gälla "wheet".

## Utbredning
Fågeln häckar i nordöstra Sibirien, begränsat till Tjuktjerhalvön och vidare söderut till Kamtjatkahalvöns näs. Den sträcker nerför Stilla havets västkust genom Ryssland, Japan, Nordkorea, Sydkorea, Kina, Taiwan och Vietnam till sitt övervintringsområde i södra Kina, Vietnam, Thailand, Bangladesh och Myanmar. Övervintrande fåglar har också påträffats i Indien, Sri Lanka samt Malackahalvön. I övervintringsområdet är den mycket lokal. Sonadia Island och flodmynningen Meghna i Bangladesh samt Martabanviken och Nan Thar i Myanmar tros rymma över hälften av vinterpopulationen.
Arten har vid ett tillfälle påträffats i Europa, när ett exemplar sköts i Ukraina 20 augusti 1952.

## Systematik
Skedsnäppa placeras tidigare som enda art i släktet Eurynorhynchus med tanke på sin avvikande näbb. DNA-studier visar dock att den är närbesläktad med den i övrigt relativt lika rödhalsad snäppan och placeras därför numera allmänt i Calidris.

## Ekologi
Fågeln är mycket specifik i miljöval under häckningstid: sandrevlar i tundralaguner bevuxna med kråkbär, lav och dvärgbjörk i närheten av en flodmynning eller lerslätt där den häckande vuxna fågeln kan födosöka. Den har aldrig påträffats längre än fem kilometer från havet. Vintertid föredrar den de yttre delarna av ett floddelta.
Fågeln är mycket trogen sin häckplats. Den häckar parvis eller i lösa kolonier i juni och juli. Arten födosöker genom att picka som en pipare, men använder också sin näbb som en spade.

## Status och hot
Arten är mycket fåtalig och minskar mycket kraftigt i antal, varför internationella naturvårdsunionen IUCN kategoriserar den som akut hotad. Världspopulationen uppskattas till endast 240–456 vuxna individer. Sedan 2002 har populationen minskat med i snitt hela 26% årligen. Orsaken tros huvudsakligen vara habitatförstörelse både på häckplats och i dess övervintringsområde.

## Bilder

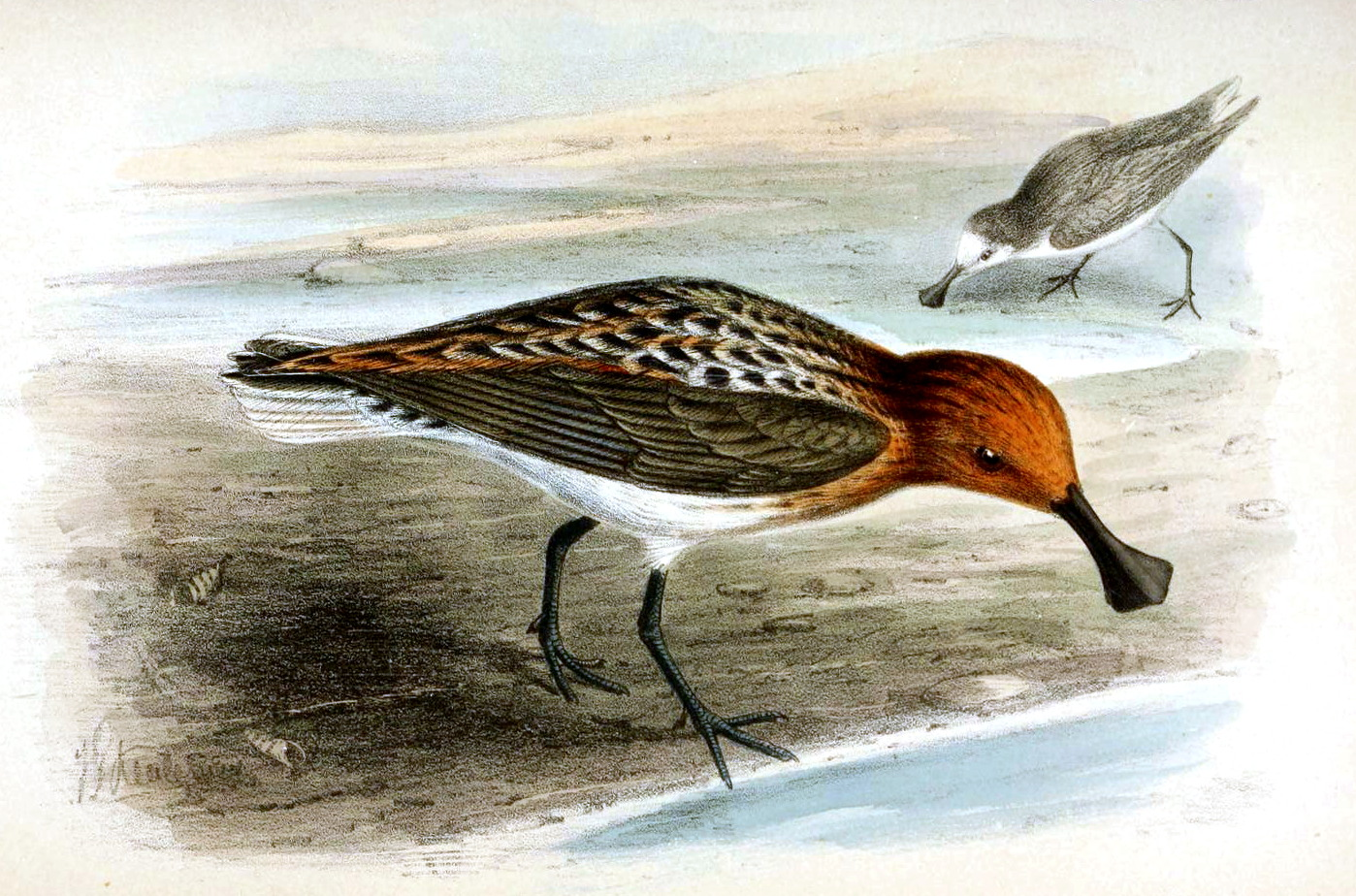
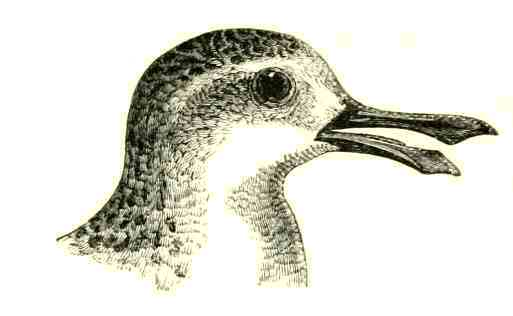
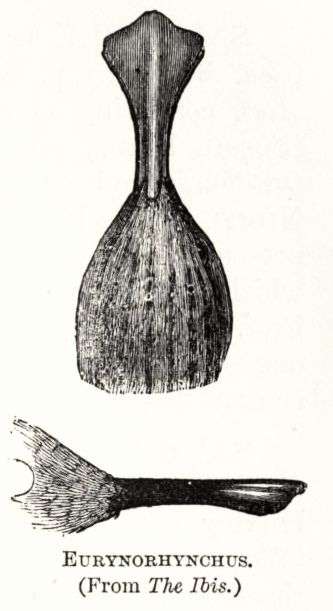